# Crucifix d'ivoire de Montserrat
Le Crucifix d'ivoire de Montserrat  est un crucifix en ivoire attribué au grand peintre et sculpteur italien de la Renaissance Michel-Ange, conservé aujourd'hui en l'Abbaye de Montserrat.

## Description
Le crucifix en or repoussé  supporte  une sculpture  en ivoire de 58,5 cm de hauteur dont l'expression est celle du Christus dolens placée sur le milieu de l'autel de l'église de l'abbaye.

## Histoire
Le Christ d'ivoire de Montserrat a été attribué à Michel-Ange par Anscari M. Mundó (ca) en 2007. 
Cette attribution a été faite à partir de comparaisons d'autres figures du Christ de l'artiste, spécialement dans sa Pietà où le modèle utilisé pour le Christ serait le même garçon.
Cette œuvre avait été achetée à l'origine à Rome en 1920 comme œuvre de Lorenzo Ghiberti.

## Autres crucifix attribués à Michel-Ange
- Crucifix en bois de tilleul
- Crucifix de Santo Spirito

## Sources
- x